# Adesmus bisellatus
Adesmus bisellatus är en skalbaggsart som först beskrevs av Bates 1881.  Adesmus bisellatus ingår i släktet Adesmus och familjen långhorningar. Inga underarter finns listade i Catalogue of Life.